# Natrium-4-(ethoxycarbonyl)phenolat
Natrium-4-(ethoxycarbonyl)phenolat ist eine chemische Verbindung aus der Gruppe der Parabenderivate. Es ist das Natriumsalz von Ethylparaben.

## Vorkommen
Natrium-4-(ethoxycarbonyl)phenolat wurde in Tabak nachgewiesen.

## Eigenschaften
Natrium-4-(ethoxycarbonyl)phenolat ist ein weißer geruchloser Feststoff, der sehr gut löslich in Wasser ist.

## Verwendung
Natrium-4-(ethoxycarbonyl)phenolat wird als Konservierungsmittel (Bakterizid, Fungizid) verwendet. In der Verordnung (EG) Nr. 1333/2008 wird es unter E 215 geführt.